# Кутепов, Николай Петрович (богослов)
Никола́й Петро́вич Куте́пов (1852—1915) — русский богослов, протоиерей. Воспитанник Казанской духовной академии.

## Биография
Родился в семье священника Орловской губернии в 1852 году. Окончил Орловские духовное училище и духовную семинарию.
- В 1873—1877 годах обучался в Казанской духовной академии, кандидат богословия.
- Со 2 марта 1878 года — преподаватель на кафедре всеобщей и русской церковной истории Донской духовной семинарии.
- С 1 июля 1882 по 18 марта 1892 года — преподаватель на кафедре учения о русском старообрядческом расколе. Магистр богословия.
- С 22 июня 1888 года — Донской епархиальный миссионер. Статский советник.
- 9 июня 189? рукоположен в сан священника[когда?].
- С 1892 по 1915 годы — член Епархиального Училищного совета.

Скончался 27 января 1915 года.

## Труды
- «Раскол донатистов» : Церк.-ист. исслед. Н. Кутепова. — Казань : тип. Имп. ун-та, 1884. — [2], VI, 286, V с.; 24.
- «О священном предании» : (Против мнимодухов. христиан) / [Соч.] Н. Кутепова. — Новочеркасск : Дон. тип., 1889 (обл. 1890). — [2], 58 с.; 22.
- «О почитании и молитвенном призывании на помощь святых ангелов и человеков» : (Против мнимодухов. христиан) / Н. Кутепов. — Москва : тип. Э. Лисснера и Ю. Романа, 1890. — 48 с.; 22.
- «Краткая история и вероучение русских рационалистических и мистических ересей: богомилов, стригольников, жидовствующих Бакшина и Косого; духоборцев, молокан, десного братства, баптистоштундистов, хлыстов и скопцов» / Изд. Н. Кутепова. — Москва : тип. Э. Лисснера и Ю. Романа, 1891. — VIII, 103 с.; 22.
- «Об истинной церкви Христовой»: (против мнимо-духовных христиан) / Н. Кутепов. — Новочеркасск : Донская тип., 1891. — 57, [1] с. : ил.; 22 см.
- «О таинстве крещения» : (против мнимодуховных христиан) / свящ. Н. Кутепов. — Новочеркасск : Донская тип., 1892 (на обл. 1893). — 70 с.; 23 см.
- «Различие между догматом и обрядом: неизменяемость догматов и власть церкви по благословным причинам исправлять обряды» / Свящ. Николай Кутепов. — Новочеркасск : Дон. тип., 1893. — [2], II с.; 23.
- «О таинстве священства и церковной иерархии глаголемым старообрядцам-поповцам» / Свящ. Николай Кутепов. — Новочеркасск : Дон. тип., 1893. — [2], 38 с.; 23;
- «О клятвах соборов 1656 и 1667 годов и порицаниях полемических книг на именуемые старые обряды» / Свящ. Николай Кутепов. — Новочеркасск : Дон. тип., 1893. — [2], 9 с.; 23.
- «Разбор раскольнических мнений о недостатках, допускаемых православными в богослужении, в религиозной и нравственной жизни» / Соч. свящ. Н. Кутепова. — Москва : тип. Э. Лисснера и Ю. Романа, 1893. — 17 с.; 22.
- «О перстосложении для крестного знамения и священнического благословения» / Свящ. Николай Кутепов. — Новочеркасск : Дон. тип., 1894. — [2], 27 с.; 23.
- «Краткая история и вероучение русских рационалистических и мистических ересей» (Новочеркасск, 1899);
- «Об истинной церкви Христовой» (ib., 1899);
- «О священном предании» (М., 1899);
- «О почитании святого храма» : (В обличение мнимодухов. христиан) / [Миссионер свящ. Н. Кутепов]. — [Санкт-Петербург] : типо-лит. Комарова, ценз. 1901. — 28 с.
- «О почитании святых мощей» : [В обличение мнимодуховных христиан] / [Соч.] Миссионера, прот. Николая Кутепова. — Новочеркасск : Част. дон. тип., 1902 (обл. 1901). — [2], 24 с.; 23.
- «О постах православной церкви» : (В обличение мнимодухов. христиан) / [Соч.] Н. Кутепова. — 2-е изд., испр. и доп. — Новочеркасск : Част. Дон. тип., 1902. — 24 с.; 22.
- «О воплощении Сына божия Иисуса Христа» : [В обличение мнимодуховн. христиан-хлыстов] / Миссионер, прот. Николай Кутепов. — Новочеркасск : Част. дон. тип., 1903. — 38 с.; 22.
- «Разбор хлыстовского учения о пророках и пророчицах» / Миссионер прот. Н. Кутепов. — Новочеркасск, 1904 (обл. 1905). — 37 с.; 22.
- «Учение о возрождении, оправдании и спасении человека» : [В обличение мнимодухов. христиан] / Миссионер прот. Николай Кутепов. — Новочеркасск : Част. дон. тип., 1905. — [2], 14 с.; 23.
- «О почитании святаго креста и о крестном знамении»: (в обличение мнимодуховных христиан) / миссионер, протоиерей Николай Кутепов. — 3-е изд., испр. и доп. — Новочеркасск : Частная Донская типография, 1907. — 39 с.; 25 см.
- «О таинстве причащения» : (в обличение мнимодуховных христиан) / миссионера, протоиерея Николая Кутепова. — 3-е изд., испр. и доп. — Новочеркасск : Частная Донская тип, 1907. — 47 с.; 24 см.
- «О клятве именем Божиим и присяге» : (в обличение мнимодуховных христиан) / миссионера, протоиерея Николая Кутепова. — 2-е изд., испр. и доп. — Новочеркасск : Частная Донская типография, 1910. — 16 с.; 25 см.
- «О молитве за умерших» : (в обличение мнимодуховных христиан) / миссионер, протоиерей Николай Кутепов. — 4-е изд., испр. и доп. — Новочеркасск : Частная Донская тип., 1911. — 20 с.; 24 см.